# Shin’ya Yajima
Shin’ya Yajima (jap. 矢島 慎也, Yajima Shin’ya; * 18. Januar 1994 in Saitama) ist ein japanischer Fußballspieler.

## Karriere

### Verein
Yajima spielte ab 2006 bei der Jugendmannschaft von Urawa Red Diamonds und erhielt dort 2012 einen Profivertrag. 2015 wurde er für zwei Jahre an Fagiano Okayama ausgeliehen, wo er in 74 Spielen 13 Tore erzielte.
2018 folgte dann der Wechsel zu Gamba Osaka, die ihn in 82 Ligaspielen einsetzten und für die er vier Tore schoss. Im Juni 2018 wurde er halbjährig an Vegalta Sendai in der zweiten Liga ausgeliehen.
Die Saison 2022 stand Yajima bei Ōmiya Ardija in der zweiten Liga unter Vertrag. Nach 38 Zweitligaspielen wechselte er zu Beginn der Saison 2023 zum ebenfalls in der zweiten Liga spielenden Renofa Yamaguchi FC. Nach einer Saison, in der 36 Zweitligaspiele bestritt, wechselte er im Januar 2024 zum Ligakonkurrenten Shimizu S-Pulse. Am Ende der Saison 2024 feierte er die Meisterschaft und stieg in die erste Liga auf.

### Nationalmannschaft
Mit der japanischen Olympiamannschaft qualifizierte er sich für die Olympischen Sommerspiele 2016.

## Erfolge

### Verein
Urawa Red Diamonds
- AFC-Champions-League-Sieger: 2017

Shimizu S-Pulse
- Japanischer Zweitligameister: 2024

### Nationalmannschaft
Japan U-23
- U-23-Fußball-Asienmeisterschaft: 2016